# Heurteauville
Heurteauville este o comună în departamentul Seine-Maritime, Franța. În 1 ianuarie 2022 avea o populație de 287 de locuitori.

## Comune vecine
|                         | Le Trait  |           |
| La Mailleraye-sur-Seine |           | Yainville |
|                         | Le Landin | Jumièges  |